# Komiks filmowy
Komiks filmowy – seria komiksowa wydawana przez Egmont Polska w latach 1996–1997 i ponownie od 2011. Każdy tom zawiera komiks poświęcony danemu filmowi Disneya. Czasopismo próbowano reaktywować w 2001 roku w serii Komiksy z ekranu, lecz nie odniosło to większego sukcesu. „Komiks filmowy” został ostatecznie wznowiony w 2011 roku, wydano 2 numery, nie zapowiedziano kolejnych.

## Tomy

### Seria pierwsza
| Numer | Tytuł                 | Rok ukazania się |
| ----- | --------------------- | ---------------- |
| 1     | Toy Story             | 1996             |
| 2     | Dzwonnik z Notre Dame | 1996             |
| 3     | 101 dalmatyńczyków    | 1997             |
| 4     | Król lew              | 1997             |
| 5     | Zakochany kundel      | 1997             |
| 6     | Herkules              | 1997             |

### Seria druga
| Numer | Tytuł            | Rok ukazania się | Film, do którego nawiązuje treść |
| ----- | ---------------- | ---------------- | -------------------------------- |
| 1     | Żółtodziób       | 2011             | Auta                             |
| 2     | Chłodnica Górska | 2011             | Auta                             |